# Asterotremella humicola
Asterotremella humicola är en svampart som först beskrevs av Dasz., och fick sitt nu gällande namn av Prillinger, Lopandic & Sugita 2007. Asterotremella humicola ingår i släktet Asterotremella och familjen Trichosporonaceae.   Inga underarter finns listade i Catalogue of Life.